# Borçka-Talsperre
Die Borçka-Talsperre befindet sich in der Provinz Artvin im Nordosten der Türkei. Sie wurde vom Amt für Wasserwirtschaft (DSI) für die Stromgewinnung und den Hochwasserschutz südlich der Stadt Borçka gebaut.
Die Talsperre ist eine von vielen am Çoruh-Fluss. Die installierte Leistung zweier 150 MW-Francis-Turbinen soll zu einer jährlichen Stromproduktion von 1039 GWh führen. Der Bau wurde als ein Joint Venture von Yüksel Constructions, Temelsu und Strabag durchgeführt. Für den Bau musste die Straße zwischen Borçka und Artvin verlegt werden.
Flussaufwärts befindet sich die Deriner-Talsperre, flussabwärts die Muratlı-Talsperre.